# Ceraeochrysa acmon
Ceraeochrysa acmon is een insect uit de familie van de gaasvliegen (Chrysopidae), die tot de orde netvleugeligen (Neuroptera) behoort. 
Ceraeochrysa acmon is voor het eerst wetenschappelijk beschreven door Penny in 1998.